# Various Positions
Albums de Leonard Cohen
Recent Songs
(1979) I'm Your Man
(1988)
Various Positions est le septième album studio du chanteur canadien Leonard Cohen, sorti en 1984.

## Liste des titres
Toutes les chansons sont écrites et composées par Leonard Cohen.
| No | Titre                       | Durée |
| -- | --------------------------- | ----- |
| 1. | Dance Me to the End of Love | 4:38  |
| 2. | Coming Back to You          | 3:32  |
| 3. | The Law                     | 4:27  |
| 4. | Night Comes On              | 4:40  |
| 5. | Hallelujah                  | 4:36  |
| 6. | The Captain                 | 4:06  |
| 7. | Hunter's Lullaby            | 2:24  |
| 8. | Heart With No Companion     | 3:04  |
| 9. | If It Be Your Will          | 3:43  |

## Personnel
- Leonard Cohen – Chant, guitare, photographies
- Sid McGinnis – Guitare
- John Lissauer – Piano, claviers, orchestrations, chœurs, production, arrangements
- John Crowder – Basse, chœurs
- Anjani Thomas, Crissie Faith, Erin Dickins, Lani Groves, Merle Miller, Ron Getman, Yvonne Lewis, Jennifer Warnes – Chœurs
- Richard Crooks – Batterie

## Certifications
| Pays        | Association       | Certification | Ventes/Équivalences |
| ----------- | ----------------- | ------------- | ------------------- |
| Finlande    | Musiikkituottajat | or            | 25 000              |
| Royaume-Uni | BPI               | argent        | 60 000              |